# Centro Cultural Plataforma
Centro Cultural Plataforma (CCP), anteriormente Cine-Teatro Plataforma, é um centro cultural e casa teatral brasileiro localizado em Salvador, Bahia. Com obras licitadas em 2005, foi reinaugurado em junho de 2007, após protestos e mobilizações sociais enquanto ficou quase duas décadas fechado. É administrado pela parceira formada entre a Fundação Cultural do Estado da Bahia (FUNCEB), vinculada à Secretaria de Cultura do Estado da Bahia (SecultBA), e organizações sociais (Fórum Comunitário do Subúrbio, depois Fórum de Arte e Cultura do Subúrbio).
Em comemoração à reinauguração, é realizado o "Caldeirão Cultural — Festival de Artes do Subúrbio Ferroviário" no seu espaço interno com capacidade para 200 pessoas, mas também na área externa, na Praça São Brás (onde está situado, no bairro de Plataforma) e também noutros espaços do Subúrbio Ferroviário de Salvador.